# Grand Prix Singapuru 2022
Grand Prix Singapuru 2022 (oficiálně Formula 1 Singapore Airlines Singapore Grand Prix 2022) se jela na okruhu Marina Bay v Singapuru dne 2. října 2022. Závod byl sedmnáctým v pořadí v sezóně 2022 šampionátu Formule 1.
V závodě bylo naplánováno 61 kol, start závodu byl ale kvůli bouřce a silnému dešti o více než hodinu opožděn. Kvůli dvouhodinovému časovému limitu tak bylo odjeto pouze 59 kol. Navzdory pětisekundové penalizaci závod vyhrál jezdec Red Bullu Sergio Pérez, druhý skončil Charles Leclerc a jeho týmový kolega z Ferrari Carlos Sainz dojel třetí.
Závod se konal o víkendu 30. září – 2. října. Jednalo se o sedmnáctý podnik mistrovství světa formule 1 v roce 2022 a jelo se poprvé od roku 2019, jelikož v dalších letech byl závod kvůli pandemii covidu-19 zrušen.

## Kvalifikace
| Poř.                       | No. | Jezdec           | Konstruktér           | Časy v kvalifikaci | Časy v kvalifikaci | Časy v kvalifikaci | Pořadí na startu |
| Poř.                       | No. | Jezdec           | Konstruktér           | Q1                 | Q2                 | Q3                 | Pořadí na startu |
| -------------------------- | --- | ---------------- | --------------------- | ------------------ | ------------------ | ------------------ | ---------------- |
| 1                          | 16  | Charles Leclerc  | Ferrari               | 1:54.129           | 1:52.343           | 1:49.412           | 1                |
| 2                          | 11  | Sergio Pérez     | Red Bull Racing-RBPT  | 1:54.404           | 1:52.818           | 1:49.434           | 2                |
| 3                          | 44  | Lewis Hamilton   | Mercedes              | 1:53.161           | 1:52.691           | 1:49.466           | 3                |
| 4                          | 55  | Carlos Sainz Jr. | Ferrari               | 1:54.559           | 1:53.219           | 1:49.583           | 4                |
| 5                          | 14  | Fernando Alonso  | Alpine-Renault        | 1:55.360           | 1:53.127           | 1:49.966           | 5                |
| 6                          | 4   | Lando Norris     | McLaren-Mercedes      | 1:55.914           | 1:53.942           | 1:50.584           | 6                |
| 7                          | 10  | Pierre Gasly     | AlphaTauri-RBPT       | 1:55.606           | 1:53.546           | 1:51.211           | 7                |
| 8                          | 1   | Max Verstappen   | Red Bull Racing-RBPT  | 1:53.057           | 1:52.723           | 1:51.395           | 8                |
| 9                          | 20  | Kevin Magnussen  | Haas-Ferrari          | 1:55.103           | 1:54.006           | 1:51.573           | 9                |
| 10                         | 22  | Júki Cunoda      | AlphaTauri-RBPT       | 1:55.314           | 1:53.848           | 1:51.983           | 10               |
| 11                         | 63  | George Russell   | Mercedes              | 1:54.633           | 1:54.012           |                    | PL               |
| 12                         | 18  | Lance Stroll     | Aston Martin-Mercedes | 1:55.629           | 1:54.211           |                    | 11               |
| 13                         | 47  | Mick Schumacher  | Haas-Ferrari          | 1:55.736           | 1:54.370           |                    | 12               |
| 14                         | 5   | Sebastian Vettel | Aston Martin-Mercedes | 1:55.602           | 1:54.380           |                    | 13               |
| 15                         | 24  | Čou Kuan-jü      | Alfa Romeo-Ferrari    | 1:55.375           | 1:55.518           |                    | 14               |
| 16                         | 77  | Valtteri Bottas  | Alfa Romeo-Ferrari    | 1:56.083           |                    |                    | 15               |
| 17                         | 3   | Daniel Ricciardo | McLaren-Mercedes      | 1:56.226           |                    |                    | 16               |
| 18                         | 31  | Esteban Ocon     | Alpine-Renault        | 1:56.337           |                    |                    | 17               |
| 19                         | 23  | Alexander Albon  | Williams-Mercedes     | 1:56.985           |                    |                    | 18               |
| 20                         | 6   | Nicholas Latifi  | Williams-Mercedes     | 1:57.532           |                    |                    | 19               |
| 107% času vítěze: 2:00.971 |     |                  |                       |                    |                    |                    |                  |
| Zdroj:                     |     |                  |                       |                    |                    |                    |                  |

Poznámky
1. ↑  George Russell se kvalifikoval na 11. místě, ale musel odstartovat z konce startovního pole kvůli překročení povoleného počtu komponent motoru. Nová pohonná jednotka byla nasazena v parc fermé bez povolení technického delegáta, proto musel Russell startoval z pitlane.

## Závod
| Poř.                                                               | No. | Jezdec           | Konstruktér           | Počet kol | Čas/Odstoupení  | Pořadí na startu | Body |
| ------------------------------------------------------------------ | --- | ---------------- | --------------------- | --------- | --------------- | ---------------- | ---- |
| 1                                                                  | 11  | Sergio Pérez     | Red Bull Racing-RBPT  | 59        | 2:02:20.238     | 2                | 25   |
| 2                                                                  | 16  | Charles Leclerc  | Ferrari               | 59        | +2.595          | 1                | 18   |
| 3                                                                  | 55  | Carlos Sainz Jr. | Ferrari               | 59        | +10.305         | 4                | 15   |
| 4                                                                  | 4   | Lando Norris     | McLaren-Mercedes      | 59        | +21.133         | 6                | 12   |
| 5                                                                  | 3   | Daniel Ricciardo | McLaren-Mercedes      | 59        | +53.282         | 16               | 10   |
| 6                                                                  | 18  | Lance Stroll     | Aston Martin-Mercedes | 59        | +56.330         | 11               | 8    |
| 7                                                                  | 1   | Max Verstappen   | Red Bull Racing-RBPT  | 59        | +58.825         | 8                | 6    |
| 8                                                                  | 5   | Sebastian Vettel | Aston Martin-Mercedes | 59        | +1:00.032       | 13               | 4    |
| 9                                                                  | 44  | Lewis Hamilton   | Mercedes              | 59        | +1:01.515       | 3                | 2    |
| 10                                                                 | 10  | Pierre Gasly     | AlphaTauri-RBPT       | 59        | +1:09.576       | 7                | 1    |
| 11                                                                 | 77  | Valtteri Bottas  | Alfa Romeo-Ferrari    | 59        | +1:28.844       | 15               |      |
| 12                                                                 | 20  | Kevin Magnussen  | Haas-Ferrari          | 59        | +1:32.610       | 9                |      |
| 13                                                                 | 47  | Mick Schumacher  | Haas-Ferrari          | 58        | +1 kolo         | 12               |      |
| 14                                                                 | 63  | George Russell   | Mercedes              | 57        | +2 kola         | PL               |      |
| Ret                                                                | 22  | Júki Cunoda      | AlphaTauri-RBPT       | 34        | Nehoda          | 10               |      |
| Ret                                                                | 31  | Esteban Ocon     | Alpine-Renault        | 26        | Motor           | 17               |      |
| Ret                                                                | 23  | Alexander Albon  | Williams-Mercedes     | 25        | Následky nehody | 18               |      |
| Ret                                                                | 14  | Fernando Alonso  | Alpine-Renault        | 20        | Motor           | 5                |      |
| Ret                                                                | 6   | Nicholas Latifi  | Williams-Mercedes     | 7         | Následky nehody | 19               |      |
| Ret                                                                | 24  | Čou Kuan-jü      | Alfa Romeo-Ferrari    | 6         | Kolize          | 14               |      |
| Nejrychlejší kolo: George Russell (Mercedes) – 1:46.458 (54. kolo) |     |                  |                       |           |                 |                  |      |
| Zdroj:                                                             |     |                  |                       |           |                 |                  |      |

Poznámky
1. ↑  Kvůli překročení časového limitu bylo odjeto pouze 59 kol místo plánovaných 61.'"`UNIQ--ref-00000006-QINU`"'
2. ↑  Sergio Pérez obdržel penalizaci 5 sekund za nedodržení předepsané vzdálenosti od zpomalovacího vozu, penalizace ale jeho konečné umístění neovlivnila.'"`UNIQ--ref-00000008-QINU`"'

## Průběžné pořadí po závodě
|        | Pořadí | Jezdec           | Body |
| ------ | ------ | ---------------- | ---- |
|        | 1      | Max Verstappen   | 341  |
|        | 2      | Charles Leclerc  | 237  |
|        | 3      | Sergio Pérez     | 235  |
|        | 4      | George Russell   | 203  |
|        | 5      | Carlos Sainz Jr. | 202  |
| Zdroj: |        |                  |      |

|        | Pořadí | Konstruktér          | Body |
| ------ | ------ | -------------------- | ---- |
|        | 1      | Red Bull Racing-RBPT | 576  |
|        | 2      | Ferrari              | 439  |
|        | 3      | Mercedes             | 373  |
| 1      | 4      | McLaren-Mercedes     | 129  |
| 1      | 5      | Alpine-Renault       | 125  |
| Zdroj: |        |                      |      |